# Frenulotomie (Urologie)
In der Urologie bezeichnet der Begriff Frenulotomie in der Regel eine Operationstechnik, bei der beim Mann ein verkürztes Vorhautbändchen (Frenulum breve) quer durchtrennt und anschließend längs vernäht wird.

## Operationstechnik

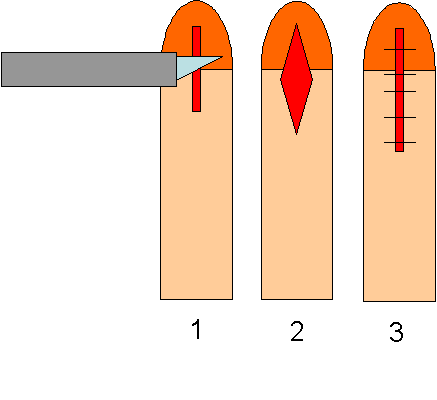
Frenulotomie

Der Eingriff erfolgt in aller Regel in einer örtliche Betäubung. Hierzu kann ein Lokalanästhetikum (Betäubungsmittel) eingespritzt oder eine betäubende Salbe aufgetragen werden. Nur in seltenen Fällen oder bei Kindern kann eine Vollnarkose erforderlich sein.
Nach sorgfältiger Desinfektion und sterilem Abdecken wird die Arterie, die durch das Frenulum läuft, ober- und unterhalb des geplanten Schnittes abgebunden oder mit einer Klemme abgeklemmt, um starke Blutungen zu vermeiden. Danach wird mit einem Skalpell oder einer Schere das Frenulum eingeschnitten. Der nun entstandene Schnitt wird längs vernäht. Hierbei kommen synthetische selbstauflösende Fäden mit einer kurzen Auflösungszeit zum Einsatz. Am Ende kann eine Salbe aufgetragen werden, die ein Verkleben verhindern und die Fäden geschmeidig halten soll.
Es kann auch nach der Desinfektion und einer örtlichen Betäubung das Frenulum mit einem „Strommesser“ durchtrennt werden. Dieses Messer trennt das Frenulum und verödet gleichzeitig die Blutgefäße. Die Operation findet in aller Regel ambulant statt.

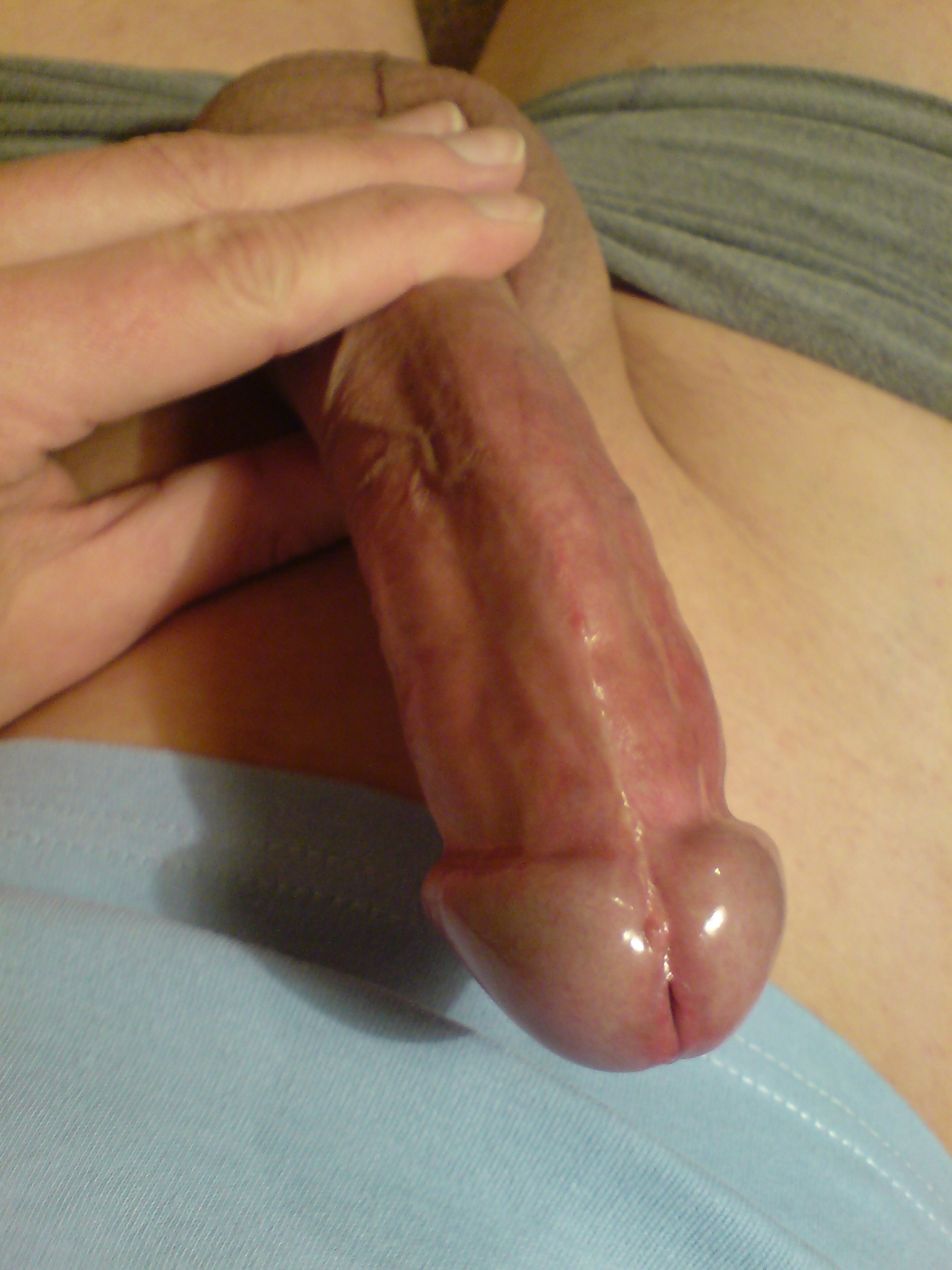
Narbenverheilung nach einer Frenulotomie durch Inzision
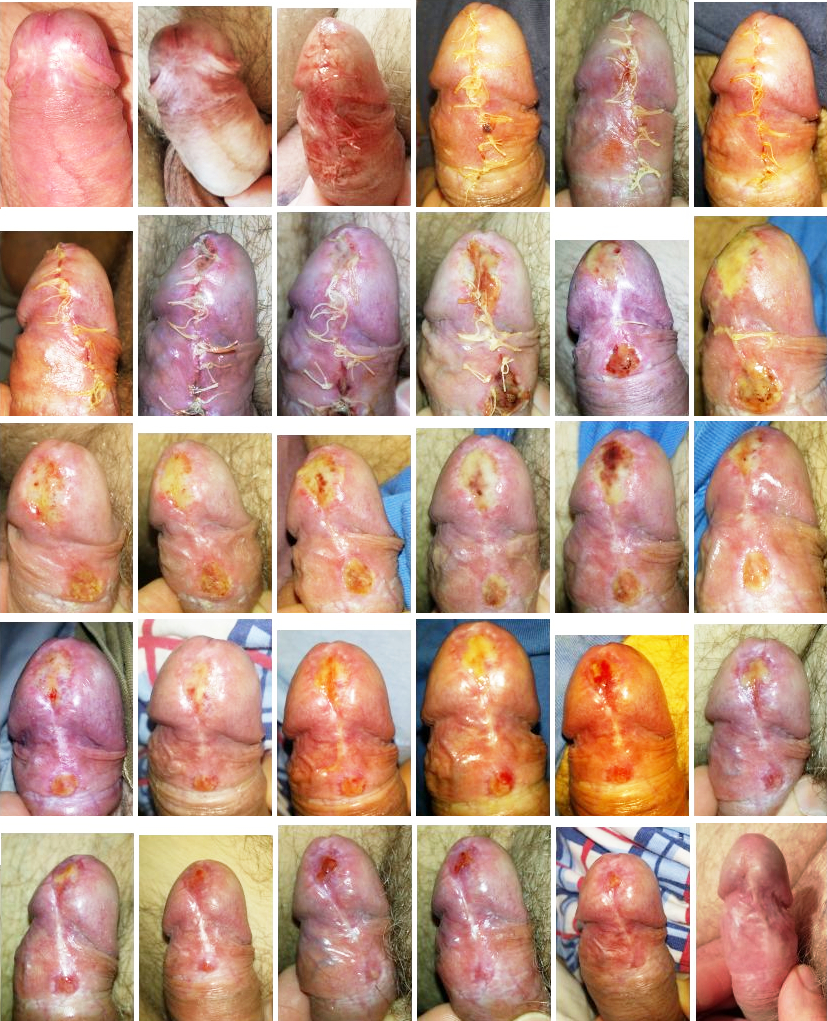
Zustand vor Frenulotomie (Bild 1; 2) und Heilungsverlauf nach chirurgischem Eingriff
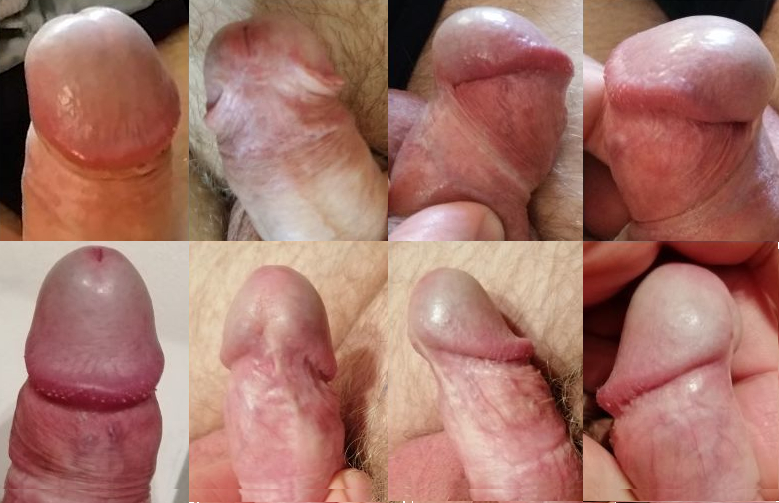
Vergleich vor (oben) und nach Frenulotomie (unten)

## Nachbehandlung
Eine spezielle Nachbehandlung ist nicht erforderlich. Entscheidend ist die Vermeidung mechanischer Belastung für 3 Wochen. In der Anfangsphase ist das Auftragen einer Salbe (z. B. Vaseline) zur Vermeidung von Verklebungen sinnvoll. Auch körpertemperierte Kamillebäder von 10 bis 15 Minuten unterstützen die Heilung. Sie wirken leicht desinfizierend und helfen damit, Infektionen vorzubeugen. Eine gezielte Reinigung mit Seife sollte anfangs vermieden werden. Die Fäden lösen sich innerhalb von 14 Tagen bis 3 Wochen weitestgehend auf. Verweilen diese länger kann eine Entfernung durch den behandelnden Arzt notwendig sein.

## Komplikationen
Komplikationen können Wundinfekte, Nachblutung und starke Narbenbildung sein. Bei zu tiefem Schneiden kann die Harnröhre verletzt werden, dieses ist jedoch extrem selten.